# 表面増強ラマン散乱

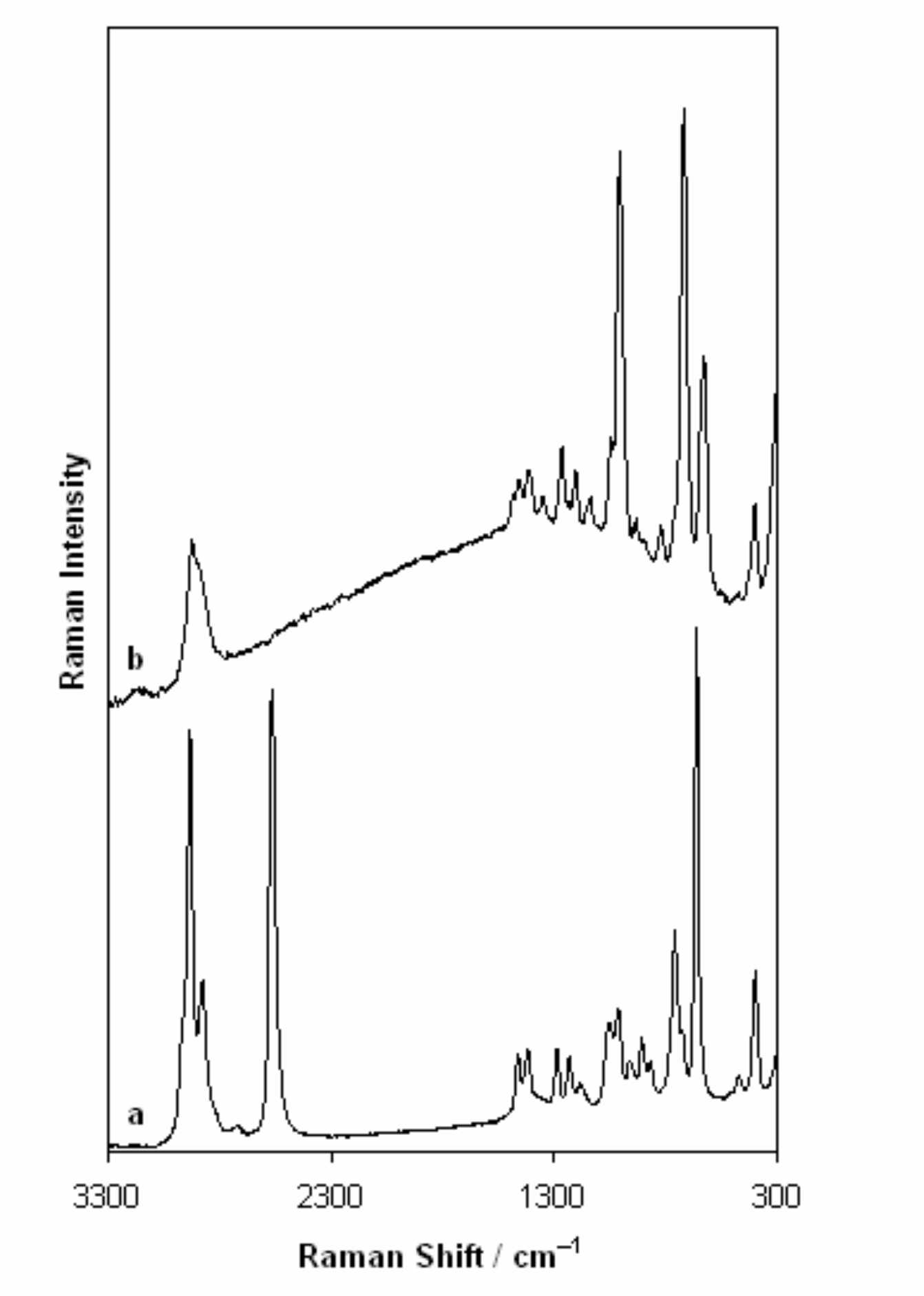
液体の2-メルカプトエタノールの（バルク）ラマンスペクトル（下）と、粗い銀の表面に形成された2-メルカプトエタノールの単分子層のSERSスペクトル（上）。比較しやすいように、それぞれのスペクトルのスケールとシフトは調整してある。バルクのラマンスペクトルでのみ観測されるバンドと、SERSスペクトルでのみ観測されるバンドがあり、選択律の違いが現れている。

表面増強ラマン散乱（ひょうめんぞうきょうラマンさんらん 英: Surface-enhanced Raman Scattering, SERS）とは、貴金属などの粗い表面に分子が吸着したとき、バルク状態や溶液中と比べてラマン散乱の信号強度が大きく増幅される現象のこと。
この現象を利用する分光分析手法を表面増強ラマン分光（ひょうめんぞうきょうラマンぶんこう 英: Surface-enhanced Raman Spectroscopy, SERS）と呼ぶ。
SERSのメカニズムについてはこれまでに２つの機構が提案されている。一つは金属表面に光を入射し表面プラズモン共鳴が発生したことによる電場効果、もう一つは吸着分子と金属表面との間の電荷移動による電荷移動効果の２つである。この２つの機構によってSERSが高い信号増強が得られると考えられているが、それぞれの機構がどれだけSERSの信号強度の定量的な寄与度は不明である。

## 特徴
- 分子が吸着する金属は、金や銀などの貴金属や、ナトリウム、インジウムなどが一般的である。一方、近年では半導体表面でもSERS現象が起きることが報告されている[2]。
- 表面粗さは10～100ナノメートル程度が必要。
- 信号増強度は、光源及び振動モードの波長依存性がある。
- バルク状態においてラマン活性のない振動モードでも観測される。この選択律の変化は、特に電荷移動効果の寄与が大きい場合にみられる。
- フォノンなどのラマン散乱も増強することができる。